# Gökhan Yılmaz
Gökhan Yılmaz (* 19. Januar 1991 in Istanbul) ist ein türkischer Fußballspieler.

## Karriere
Yılmaz kam im Istanbuler Stadtteil Fatih auf die Welt und zog später mit seiner Familie an die türkische Mittelmeerküste. Hier begann er mit dem Vereinsfußball in der Nachwuchsabteilung von Kemerspor und durchlief später die Nachwuchsabteilung von Medical Park Antalyaspor. 2010 unterschrieb er beim Viertligisten Kepez Belediyespor seinen ersten Profivertrag. Nach einem Jahr für diesen Klub kehrte er zu Antalyaspor zurück, wurde aber für die kommende Saison an Manavgat Evrensekispor ausgeliehen.
Zur Saison 2012/13 wechselte Yılmaz zum Viertligisten Altınordu Izmir. Bei diesem Verein gelang ihm auf Anhieb der Sprung in die Startformation. Zum Saisonende wurde er mit seiner Mannschaft Viertligameister und stieg in die TFF 2. Lig auf. In die 2. Liga aufgestiegen, behielt Yılmaz seinen Stammplatz und kam bis zum Saisonende auf 32 Einsätze. Sein Team beendete auch diese Liga als Meister und stieg nach 24-jähriger Abstinenz wieder in die TFF 1. Lig auf.
Im Frühjahr 2016 wurde er zusammen mit seinem Teamkollegen Halil İbrahim Tuna von seinem alten Verein Antalyaspor verpflichtet. Für die Saison 2016/17 wurde er an den Zweitligisten Giresunspor ausgeliehen. Bereits zur nächsten Winterpause kehrte er zu Antalyaspor zurück und wurde unmittelbar an den Zweitligisten Bandırmaspor abgegeben.

## Erfolge
Mit Altınordu Izmir
- Meister der TFF 3. Lig und dadurch Aufstieg in die TFF 2. Lig: 2012/13
- Meister der TFF 2. Lig und dadurch Aufstieg in die TFF 1. Lig: 2013/14